# Дэвид Фиц-Уолтер из Кадзоу
Сэр Дэвид Фиц-Уолтер из Кадзоу (Дэвид ФицУолтер ФицГилберт де Хамелдон) (ум. ок. 1378) — шотландский дворянин, 2-й лэрд из Кадзоу с ок. 1346 года.

## Биография
Сын Уолтер Фиц-Гилберта из Кадзоу, он стал преемником своего отца как барон Кадзоу до 1346 года, когда он был взят в плен англичанами в битве при Невилл-Кроссе. Он считался настолько важным пленником, что Уильям Ля Зуш, архиепископ Йоркский, получил предписание его освободить из плена только после приказа короля Эдуарда III Плантагенета. Возможно, что перед битвой он был посвящён в рыцари.
В 1361 году барон Дэвид Фиц-Уолтер преподнес дар собору в Глазго. В 1368 году барон Дэвид Фиц-Уолтер получил от короля Шотландии Давида II Брюса подтверждение на владение родовыми землями в Кадзоу и других местах, с добавлением земли в Эддельвуде.
В 1371 и 1373 годах он участвовал в заседаниях парламента Шотландии, где пэры признали Джона Стюарта, графа Каррика, и его преемников наследниками королевского престола Шотландии.

## Семья и дети
Имя супруги Дэвида Фиц-Уолтера точно не известно, многие историки полагают, что её была Маргарет Лесли, дочь Уолтера Лесли и Евфимии Росс. У них было пять детей:
- сэр Дэвид Гамильтон из Кадзоу
- сэр Джон Гамильтон
- сэр Уолтер Гамильтон
- сэр Алан Гамильтон
- дочь, жена Симона Робертона